# Łyżwiarstwo szybkie na Zimowych Igrzyskach Olimpijskich 1932 – bieg na 1500 m mężczyzn
Bieg na 1500 metrów mężczyzn w łyżwiarstwie szybkim na Zimowych Igrzyskach Olimpijskich 1932 rozegrano 5 lutego na torze James B. Sheffield Olympic Skating Rink. Mistrzem olimpijskim na tym dystansie został Jack Shea z USA. 
Rozegrano trzy biegi eliminacyjne, z których po dwóch najlepszych zawodników awansowało do sześcioosobowego finału.

## Eliminacje

### Pierwszy bieg
| Miejsce | Zawodnik          | Czas   | Awans |
| ------- | ----------------- | ------ | ----- |
| 1       | Herbert Taylor    | 2:49,3 | (Q)   |
| 2       | Frank Stack       |        | (Q)   |
| 3       | Bernt Evensen     |        |       |
| 4       | Hans Engnestangen |        |       |
| 5       | Ossi Blomqvist    |        |       |
| 6       | Tomeju Uruma      |        |       |

### Drugi bieg
| Miejsce | Zawodnik        | Czas   | Awans |
| ------- | --------------- | ------ | ----- |
| 1       | Jack Shea       | 2:58,0 | (Q)   |
| 2       | William Logan   |        | (Q)   |
| 3       | Ivar Ballangrud |        |       |
| 4       | Herbert Flack   |        |       |
| 5       | Shōzō Ishihara  |        |       |
| 6       | Lloyd Guenther  |        |       |

### Trzeci bieg
| Miejsce | Zawodnik         | Czas   | Awans |
| ------- | ---------------- | ------ | ----- |
| 1       | Raymond Murray   | 2:29,9 | (Q)   |
| 2       | Alexander Hurd   |        | (Q)   |
| 3       | Michael Staksrud |        |       |
| 4       | Yasuo Kawamura   |        |       |
| 5       | Tokuo Kitani     |        |       |
| 6       | Ingvar Lindberg  |        |       |

## Finał
| Miejsce | Zawodnik       | Państwo           | Czas       |
| ------- | -------------- | ----------------- | ---------- |
| 01 !    | Jack Shea      | Stany Zjednoczone | 2:57,5     |
| 02 !    | Alexander Hurd | Kanada            | 5 m straty |
| 03 !    | William Logan  | Kanada            | 6 m straty |
| 4       | Frank Stack    | Kanada            |            |
| 5       | Raymond Murray | Stany Zjednoczone |            |
| 6       | Herbert Taylor | Stany Zjednoczone |            |